# Wostok (Getränk)

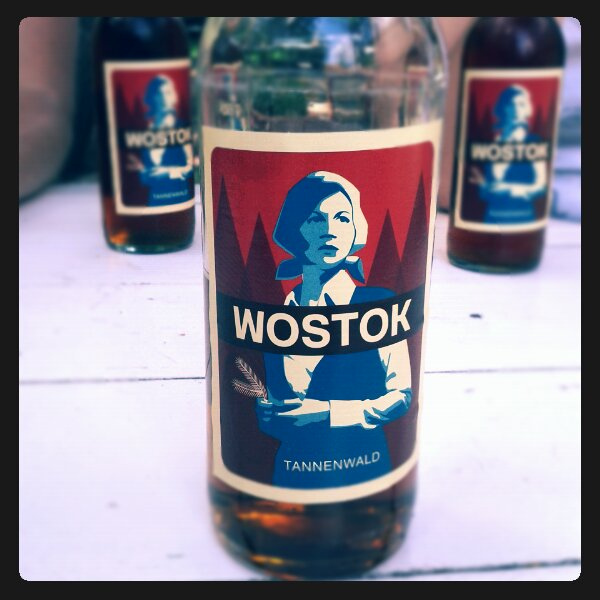
Wostok Tannenwald

Wostok ist eine Kräuterlimonade, die von der Firma Baikal Getränke GmbH in Berlin-Kreuzberg vertrieben wird.

## Geschichte
Nach Firmenangaben war eine ähnliche Limonade unter dem Namen Baikal ein beliebtes Getränk in der Sowjetunion, das 1973 vom Moskauer Staatsinstitut für nichtalkoholische Getränke, Bierbraukunst und Weinbau der Akademie der Landwirtschaft erfunden wurde. Mit der Auflösung der Sowjetunion wurde Baikal jedoch weitestgehend von Coca-Cola und anderen amerikanischen Getränkemarken vom Markt verdrängt.
2008 entwickelte Joris van Velzen, der ab 1989 mehrere Jahre als Fotograf in Moskau gearbeitet hatte, in Anlehnung an Baikal die Brause Wostok. Er passte die Baikal-Formel, die er von Professor Lew Oganessjanz bekam, seinen eigenen Vorstellungen und deutschen Bestimmungen an und brachte das Getränk 2009 auf den Markt.